# Ahmarakka
Ahmarakka är en kulle i Finland.   Den ligger i den ekonomiska regionen  Kemi-Torneå  och landskapet Lappland, i den norra delen av landet, 700 km norr om huvudstaden Helsingfors. Toppen på Ahmarakka är 127 meter över havet.
Terrängen runt Ahmarakka är platt.Runt Ahmarakka är det mycket glesbefolkat, med 2 invånare per kvadratkilometer. Det finns inga samhällen i närheten. 